# Djanibeg
Djanibeg, mort en 1357, fut Khan de la Horde d'or de 1342 à 1357. Il succéda à son père Özbeg.
Après avoir mis à mort deux de ses frères, Djanibeg se couronna à Saraïtchik. Il est connu pour être activement intervenu dans les affaires des principautés de Russie et de la Lituanie. Les Grand-princes de Moscou, Siméon Ier et Ivan II, furent constamment sous sa pression politique et militaire.
Djanibeg, à la tête d'une importante force de Tatars de Crimée attaqua le port de Kaffa en 1343. Le siège fut rompu par une armée de secours italienne en février. En 1345, Djanibeg assiégea de nouveau Kaffa. Il échoua cette fois en raison d'une épidémie de peste noire qui frappa ses troupes. On pense que son armée catapulta des cadavres infectés dans la ville afin d'affaiblir ses défenseurs. Des marins génois, infectés à leur tour, ramenèrent la « Mort Noire » en Europe de l'Ouest.
En 1356, Djanibeg conduisit une campagne militaire en et prit la ville de Tabriz, y installant un gouverneur à ses ordres. Il affirma également la domination des Djötchi  sur le Khanat de Djaghataï, tentant de réunir les trois khanats de l'Empire mongol. Après avoir accepté la reddition du Cheikh Uvais (en), Djanibeg proclama qu'il contrôlait les trois uluses (districts) de l'Empire mongol. Peu après, il dut faire face à une révolte à Tabriz découlant de la montée en puissance de la dynastie Jalayirides, une branche séparée des Houlagides. Il allait y perdre la vie.
Le monastère russe de Chudov (en), fondé approximativement lors de la chute de Djanibeg par le Métropolite Alexis et Serge de Radonège, fut édifié sur un terrain qui selon la légende avait été offert par le Khan à Alexis en remerciement de la guérison miraculeuse qu'il avait opéré sur son épouse, Taidula.
Le règne de Djanibeg fut marqué par les premiers signes de l'agitation féodale qui allait conduire la Horde d'Or à sa perte. L'assassinat de Djanibeg en 1357 inaugura un quart de siècle d'instabilité politique en son sein. Vingt-cinq Khans allaient se succéder entre 1357 et 1378.

## Galerie

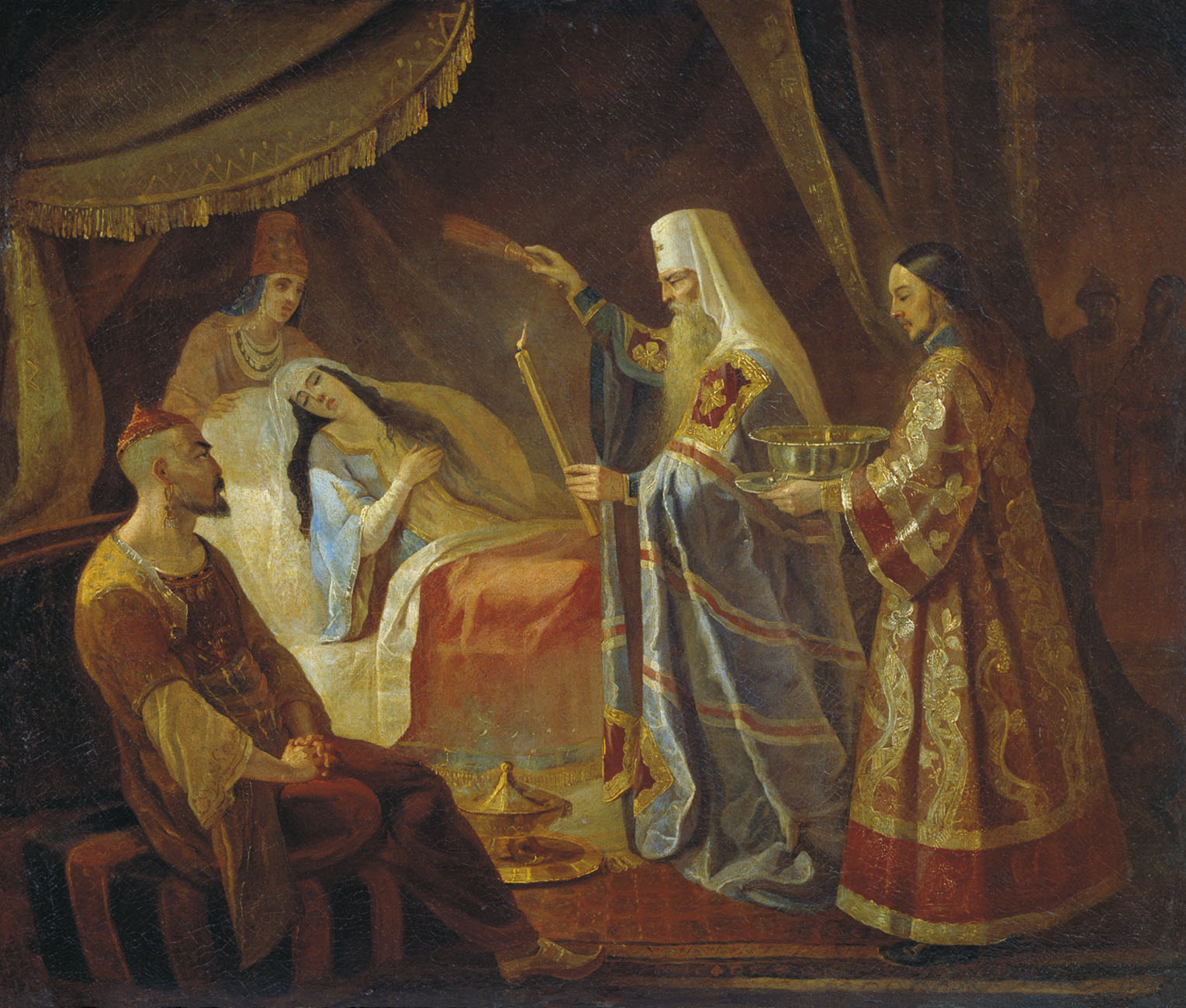
Le Métropolite Alexis soigne la reine Tatar Taidula de sa cécité tandis que Djanibeg observe, Yakov Kapkov (1816-54).
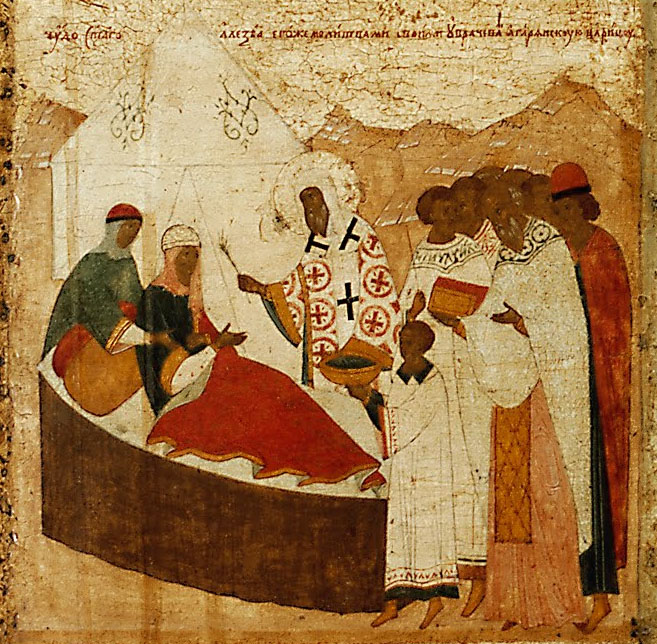
Métropolite Alexis soignant la mère de Djanibeg de sa cécité.